# Agag

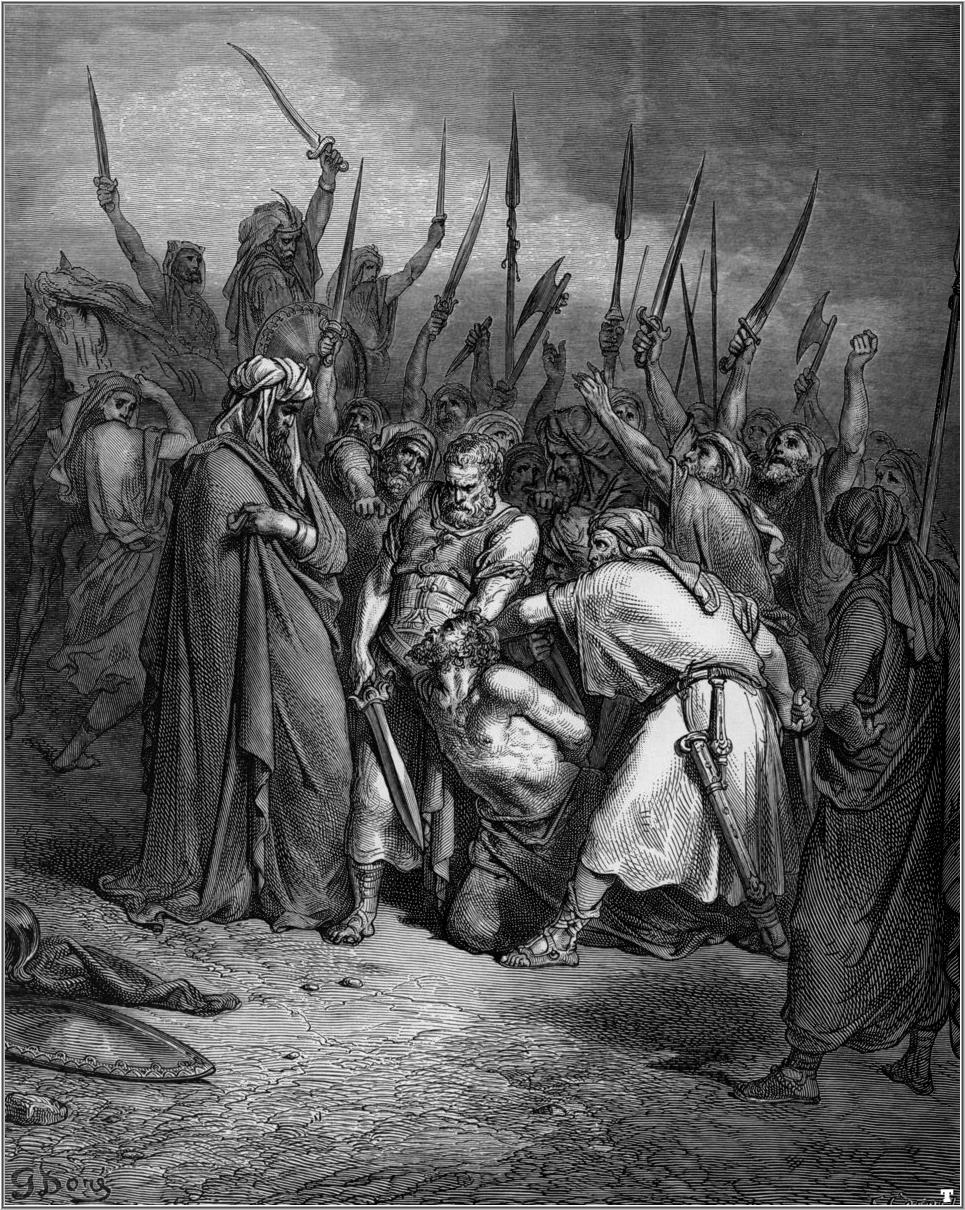
Agags Tod (Gustave Doré)

Agag (hebräisch אֲגַג ʾagag) ist eine Person der Bibel. Nach 1 Sam 15,8 war er ein König der Amalekiter. Wie immer es um die Historizität dieses Wüstenvolks steht, für die biblische Überlieferung sind die Amalekiter seit dem Auszug Israels aus Ägypten der Feind schlechthin.

## Saul gegen Agag
Das ist die von der Agag-Erzählung des Samuelbuchs vorausgesetzte Situation (1. Samuel 15,8–33 ). JHWH beauftragt König Saul, die Amalekiter zu strafen und an ihnen den Bann zu vollziehen, d. h. Menschen und Tiere sollen ausnahmslos getötet werden (1 Sam 15,2f.). Saul führt den Krieg erfolgreich durch, lässt aber einige Schafe und Rinder am Leben, die er angeblich später opfern will, und verschont auch Agag, den König der Amalekiter – Gründe werden hierfür nicht genannt.
Der Prophet Samuel konfrontiert Saul mit dessen eigenmächtigem Handeln. Deshalb habe Gott ihn verworfen und werde das Königtum einem Würdigeren geben. Sodann lässt Samuel den gefangenen Agag vorführen. Die hebräische und die griechische Texttradition haben ein unterschiedliches Verständnis dieser Szene:
| Masoretischer Text | Septuaginta |
| --- | --- |
| Und Agag ging gefesselt zu ihm, und Agag sagte: Wahrlich, die Bitterkeit des Todes ist gewichen! Samuel aber sprach: Wie dein Schwert Frauen kinderlos gemacht hat, so soll deine Mutter kinderlos sein bei den Frauen. Dann schlug Samuel Agag in Stücke vor dem HERRN in Gilgal. (1 Sam 15, 32f., Übersetzung: Zürcher Bibel) | Und Agag kam zitternd zu ihm, und Agag sprach: Ob der Tod so bitter ist? Und Samuel sprach zu Agag: Wie dein Schwert Frauen kinderlos gemacht hat, so wird unter den Frauen deine Mutter kinderlos gemacht werden. Und Samuel hieb Agag nieder vor den Augen des Herrn in Gilgal. (1 Kgt 15, 32f.) |

Shimon Bar-Efrat kommentiert die hebräische Version so: Agag gehe freudig zu Samuel, „weil er annimmt, dass der Gottesmann ihn in die Freiheit schicken oder ihm wenigstens das Leben retten wird.“
Die biblische Leerstelle, dass kein Grund für die Verschonung Agags durch Saul genannt wird, füllte Flavius Josephus bei seiner Nacherzählung in den Jüdischen Altertümern. Demnach nahm Saul den Agag gefangen und ließ ihn am Leben „wegen seiner Schönheit und seines stolzen Wuchses.“

## Bileamsprüche über Agag
In Numeri 24,7  wird ein Agag in einer Prophezeiung des Bileam erwähnt. Es ist nicht sicher, ob damit der gleiche Agag wie in 1 Sam 15 gemeint ist, und falls ja, ob hier eine alte historische Erinnerung an einen gegnerischen König bewahrt ist; da der Spruch inhaltlich aber nicht mit der Erzählung 1 Sam 15 übereinstimmt, könnte das ein Indiz dafür sein, dass die Erzählung von Sauls Krieg gegen die Amalekiter einen historischen Kern hat.

## Agag als Vorfahre des Haman
Das Buch Ester ist ein Spätling innerhalb der Hebräischen Bibel. Auf kunstvolle Weise spielt es mit Motiven aus älteren biblischen Schriften und setzt sie neu zueinander in Beziehung. Die beiden Protagonisten Mordechai und Haman nehmen quasi den Kampf wieder auf, den Agag und Saul gekämpft haben:
- Mordechai stammt wie Saul von Kisch ab und ist deshalb wie dieser ein Benjaminit (Est 2,5);
- Haman ist ein „Agagiter“ (Est 3,1).

Mordechai korrigiert den Fehler seines Vorfahren Saul, und als Folge seines rechtschaffenen Handelns wird nicht nur Haman hingerichtet, sondern auch alle seine Söhne, „so daß die Linie der Agagiter endlich abgeschlossen ist.“